# الکس تامسون (فیلم‌بردار)
الکس تامسون (انگلیسی: Alex Thomson؛ ۱۲ ژانویهٔ ۱۹۲۹ – ۱۴ ژوئن ۲۰۰۷) یک فیلم‌بردار اهل بریتانیا بود.
از فیلم‌های میتوان به افسانه، مارپیچ، آقای سرنوشت، بیگانه ۳، داغ ننگ، تصمیم اداری و هملت اشاره کرد.